# Starý pivovar Křimice
Starý pivovar Křimice stojí vedle zámku v obci Křimice.

## Historie

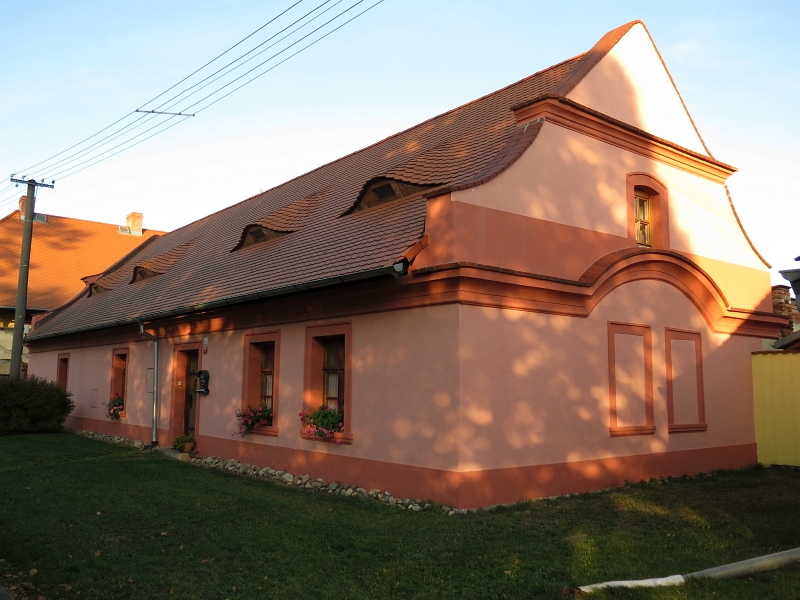
Bývalá bednárna zámeckého pivovaru

Starý pivovar byl založen roku 1694. Od roku 1830 bylo celé panství (i s pivovarem) v majetku Lobkoviců. Provoz pivovaru byl ukončen roku 1902, kdy jej nahradil parostrojní Nový pivovar Křimice. V současné době je pivovar přestavěn na rodinný dům. Bývalé sklepy pivovaru dnes využívá restaurace rybářů U Mže. Jako kulturní památka České republiky evidovaná v Ústředním seznamu kulturních památek České republiky pod rejstříkovým číslem 50551/4-5218 se dochovala budova bednárny pro zámecký pivovar.